# Бій за станцію Бахмач (січень 1918)
Бій за станцію Бахмач (25 — 27 січня 1918 року) — один із ключових епізодів наступу більшовиків на Київ під час першої радянсько-української війни. Внаслідок триденних боїв із чисельно переважаючими червоними військами загони УНР відступили до станції Крути. Більшовикам вдалося захопити один із найважливіших залізничних вузлів на Лівобережній Україні.

## Передісторія
17 січня 1918 року так званий «Народний секретаріат» проголошеної більшовиками у Харкові «Української народної республіки» офіційно оголосив війну Українській Центральній Раді у Києві. На той момент війна між Радянською Росією та УНР де-факто тривала майже місяць. Під контролем більшовиків вже перебували значні українські території — все південне Лівобережжя, більша частина Харківщини. Збільшовизовані підрозділи старої російської армії також контролювали частину Правобережжя — райони Луцька та Жмеринки.
Українська влада могла спиратися лише на нечисленні мотивовані українізовані підрозділи (деякі з них оголошували нейтралітет чи переходили на бік більшовиків), а також на добровольців. У великих містах України діяли більшовицькі загони Червоної гвардії із числа робітників заводів.
18 січня командувач військ Раднаркому, що діяли на території України, Володимир Антонов-Овсієнко, видав директиву про загальний наступ. 19 січня загони Михайла Муравйова майже без бою захопили Полтаву. У той же день загін Сергія Кудинського прорвав українську оборону на півночі — захопив станцію Хутір Михайлівський після запеклого бою з українським полком імені П. Дорошенка.
Після оперативної паузи, що тривала дві доби, 22 січня почалась друга фаза більшовицького наступу. У цей час, у ніч на 22 січня, Центральна Рада ухвалила Четвертий Універсал, проголосивши УНР незалежною державою. 22-23 січня українські сили на чернігівському напрямку зазнали ще двох болючих поразок — у Конотопі та Кролевці, де до тисячі оборонців УНР були оточені та роззброєні.
Бойові дії велися за контроль над залізничними магістралями. Доля Києва тепер залежала від того, чи вдасться українським загонам втримати дві гілки залізниці на Лівобережній Україні — Полтавську та Чернігівську. Ключовим для української оборони був чотирикутник залізничних станцій — Крути, Бахмач, Ромодан, Гребінка. Через ці станції дві гілки залізниці поєднувалися між собою. Бахмач був найважливішим вузлом, що поєднував чотири залізничних напрямки.
Стратегічне значення оборони Бахмача усвідомлювало українське командування. Головнокомандувач військ УНР Микола Шинкар заявляв у 20-х числах січня: «Упущення Бахмача відкриває москалям дорогу на Київ і загрожує існуванню цілої Республики».

## Сили сторін

### Війська УНР
Після поразки 23 січня до Бахмача з Конотопа відступили залишки конотопського гарнізону військ УНР. Це — підрозділи полку імені П. Дорошенка на чолі з хорунжим Костем Хмілевським — приблизно 300 багнетів. Також — до 100 бійців куреня «Смерті» на чолі з сотником Міляшкевичем.

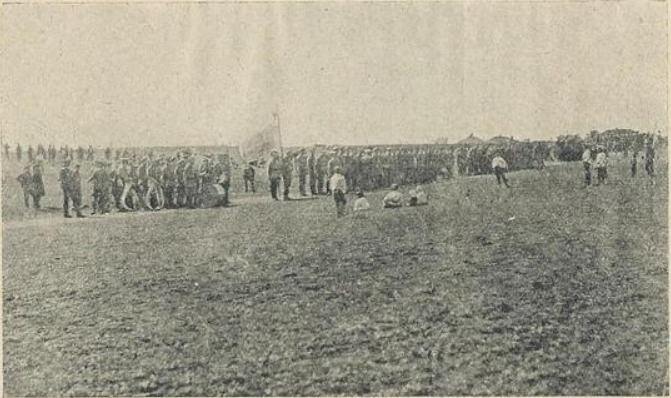
Полк ім. П. Дорошенка. Травень 1918 року

Полк імені Петра Дорошенка був одним із найбоєздатніших українських підрозділів під час першої радянсько-української війни. Він був сформований частково із вояків 1-го українського полку ім. Б. Хмельницького, частково — з добровольців. Один із трьох куренів полку був набраний із галичан. На початку війни полк налічував 1 200 багнетів, але зазнав величезних втрат під час оборони Сумщини.
Курінь «Смерті» був сформований влітку 1917 року на Румунському фронті — із українців — вояків старої російської армії. Більша частина підрозділу розбіглась після розгрому в Конотопі у ніч на 23 січня.
Єдине підкріплення, яке змогло надіслати до Бахмача українське командування, — це 115 бійців із залоги Чернігова. Там стояв 3-й Український запасний полк, але він оголосив нейтралітет. Лише 40 бійців добровільно вирушили на фронт. До Бахмача також вирушило 75 чернігівських вільних козаків при двох кулеметах  — на чолі з сотником Г. Корейшею.
Ще один підрозділ, що вирушив до Бахмача, але не встиг взяти участь у бою, — це юнаки 1-ї Української військової школи ім. Б. Хмельницького. Вони були на фронті від грудня, зокрема — вели кровопролитні бої за станцію Доч проти військ Рейнгольда Берзіна. Через втому та відсутність підкріплень 22 січня юнаки самовільно залишили фронт і повернулися до Києва. Там до бійців довели, що УНР не має достатньо військових резервів для здійснення ротації і вони мусять повертатися на передову. 28 січня загін, що налічував 250—400 бійців, прибув до станції Крути та там дізнався про захоплення Бахмача більшовиками.
Таким чином, стратегічно важливу станцію обороняло приблизно 500 вояків, більшість із яких вже були виснажені у боях. Українці також мали від одного до трьох імпровізованих бронепотягів із гарматами на платформі. Це — бронепотяг сотника Семена Лощенка, а також, можливо, бронепотяг сотника М. Ярцева та бронепотяг самооборони Конотопа, які згодом брали участь у бою під Крутами.

### Війська Раднаркому
Завдання зайняти станцію Бахмач Володимир Антонов-Овсієнко поклав на червоний загін Сергія Кудинського. Він був сформований на початку січня під Сумами. Його основу склали більшовизовані підрозділи старої російської армії з Твері, Курська та Воронежа.

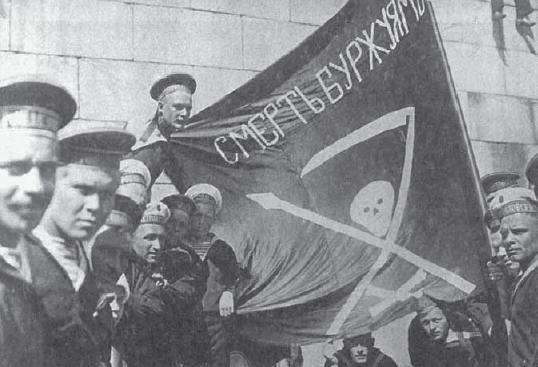
Матроси Балтійського флоту

До них долучилися червоногвардійці з Замоскворіччя на чолі з А. Знаменським і більшовизований 30-й запасний полк прапорщика М. Руднєва (брав активну участь у захопленні Харкова). Загін Кудинського цілком складався з етнічних росіян і налічував приблизно 1 300 багнетів при шести гарматах.
На другий і третій день боїв за Бахмач до Кудинського підійшли значні підкріплення. Це — авангард загону Рейнгольда Берзіна — приблизно 1 500 бійців. Основу загону також складали більшовизовані підрозділи російської армії, до яких долучилися «революційні» вояки — брянські червоногвардійці і матроси Балтійського флоту.
Третій більшовицький загін, що атакував Бахмач — загін Михайла Муравйова. Він налічував понад 2 000 багнетів, мав 7 гармат і бронепотяг. Загін переважно складався із червоногвардійців — московських, харківських (етнічні росіяни та латиші, українці були переведені до полку Червоного козацтва, що наступав на Гребінку) і донецьких.

## Перебіг бою
Українські підрозділи зайняли кругову оборону навколо станції Бахмач-Київський. Ворожого нападу можна було сподіватися з будь-якого боку, в тому числі — із заходу (український курінь імені Шевченка, що стояв у Ніжині, збунтувався та виступив на підтримку більшовиків).
Бій розпочався вранці 25 січня. Більшовики наступали вздовж залізниці з боку Конотопа. Українська оборона була міцною — всі ворожі атаки були відкинуті.
Становище змінилося 26 січня, коли з півночі українців атакували підрозділи із загону Р. Берзіна. Цей загін рухався з Білорусі та у попередні дні розбив українські підрозділи, що обороняли станцію Макошине. Удар берзінців прийняли на себе вояки полку імені П. Дорошенка. Оборонці Бахмача зазнали важких втрат, але змогли втримати фронт.
27 січня українські війська були атаковані вже з трьох напрямків. З півдня підійшов загін М. Муравйова. 25-26 січня він захопив Ромодан і Лохвицю після бою з невеликим гайдамацьким загоном. Поява Муравйова під Бахмачем вирішила долю битви за станцію. Більшовики почали обходити лівий фланг українського війська, який займав курінь «Смерті». Самопожертва бійців куреня, що стали заслоном перед муравйовцями, дозволила залишкам гарнізону Бахмача організовано відступити, уникнувши повного знищення.

## Втрати сторін
За оцінкою Ярослава Тинченка, українські підрозділи втратили приблизно 170 вояків убитими і пораненими. Полк ім. Дорошенка — приблизно 100 вояків, курінь «Смерті» — 40, чернігівці — 30. Загинуло не менше пів сотні оборонців Бахмача. Смертельне поранення дістав і командир українського загону Кость Хмілевський.
Після відступу з-під Бахмача залишки куреня «Смерті» доєдналися до оборонців станції Крути. Залишки «дорошенківців» були відведені у тил — на станцію Бобрик. Чернігівські вільні козаки отримали наказ зайняти Ніжин, убезпечивши тил загону в Крутах.
Втрати більшовиків у боях за Бахмач невідомі. Ймовірно, вони були більші, ніж втрати українців.

## Наслідки
Попри тотальну чисельну перевагу, більшовики були виснажені у триденних боях і не могли одразу продовжити наступ на Крути. Увесь день 28 січня червоні війська відпочивали. Таким чином, оборона Бахмача затримала наступ на Київ щонайменше на чотири дні.
Водночас, захоплення станції дозволило більшовикам безперешкодно з'єднати свої сили, що наступали з трьох напрямків, в один ударний кулак. Вже 29 січня відбудеться бій під Крутами, у якому війська М. Муравйова захоплять ще один важливий залізничний вузол.

## Оцінки
Учасник бою за Бахмач Микола Янов писав у 1973 році:
| Майже голодні й холодні козаки нашого Коша УВК були в бою з наступаючим ворогом. Харчування потім якось налагодилось... Ми витримали кілька днів у боях разом з частинами різних полків з історичними назвами і малою кількістю вояків, але з великим завзяттям і самопожертвою. |

## Пам'ять
В історичній пам'яті оборона Бахмача опинилась у тіні більш відомої оборони станції Крути, що стала частиною національного історичного міфу завдяки участі в бою юних вояків — студентів і юнаків військової школи.
27 січня 2018 року на вокзалі станції Бахмач-Київський відкрили пам'ятну дошку на честь вояків УНР, загиблих у боях 25-27 січня 1918 року.
- Меморіальна дошка на вокзалі Бахмач-Київський на честь воїнів Центральної Ради, загиблих у боях за Бахмач.